# Heinz Kimmerle
Heinz Kimmerle (* 16. Dezember 1930 in Solingen; † 17. Januar 2016 in Leiden) war ein deutscher Philosoph.

## Leben
Jugend, Ausbildung und erste Berufsjahre
Kimmerle wurde 1930 in Solingen geboren, wo er eine Grundschule und danach das Gymnasium Schwertstraße besuchte. Nach einem Werksemester im Evangelischen Studienwerk in Villigst bei Schwerte/Ruhr studierte er von 1951 bis 1957 in Tübingen, Bonn und Heidelberg Philosophie, Neuere deutsche Literaturwissenschaft und Exegese des Neuen Testaments. 1957 promovierte er bei Hans-Georg Gadamer über „Die Hermeneutik Schleiermachers im Zusammenhang seines spekulativen Denkens“. Erste Berufsjahre verbrachte er von 1958 bis 1963 als Studienleiter im Evangelischen Studienwerk Villigst. Danach arbeitete er als wissenschaftlicher Mitarbeiter im Hegel-Archiv, von 1964 bis 1969 in Bonn, von 1969 bis 1971 in Bochum. 1971 habilitierte er sich an der Ruhr-Universität Bochum für Philosophie mit einer Arbeit über „Das Problem der Abgeschlossenheit des Denkens. Hegels „System der Philosophie“ in den Jahren 1800–1804“.

## Forschungs- und Lehrtätigkeit
Während der Tätigkeit im Evangelischen Studienwerk erhielt er ein Forschungsstipendium von der Deutschen Forschungsgemeinschaft für eine Arbeit zum Thema „Auseinandersetzung mit Ernst Blochs marxistischer Philosophie der Hoffnung“. Im Hegel-Archiv erstellte er eine Chronologie der Jenaer Schriften Hegels (1801–1807), die als Grundlage für die historisch-kritische Edition der Bände 5–9 der Gesammelten Werke Hegels diente. Zusammen mit Klaus Düsing besorgte er die Edition des Bandes 6: „Jenaer Systementwürfe I“. Von 1971 bis 1976 war er Dozent für Philosophie an der Ruhr-Universität Bochum. 1974 wurde ihm der Titel außerplanmäßiger Professor verliehen. 1976 erhielt er einen Ruf an die Erasmus-Universität Rotterdam als ordentlicher Professor für Methoden der Philosophie. Während der letzten fünf Jahre seiner Anstellung 1991 bis 1995 hatte er einen Stiftungs-Lehrstuhl inne für „Grundlagen der interkulturellen Philosophie“. 1989 war er Gastprofessor an der University of Nairobi in Kenia und an der University of Ghana in Legon/Accra, 1997 an der University of Venda in Südafrika und 2002 an der University of South Africa in Pretoria. 2003 erhielt er von der letzteren Universität ein Ehrendoktorat.

### Außeruniversitäre Tätigkeiten
Seit 1964 war Kimmerle Mitglied der von Hans-Georg Gadamer gegründeten Internationalen Hegel-Vereinigung und der von Wilhelm Raimund Beyer gegründeten Internationalen Hegel-Gesellschaft. Von 1982 bis 1991 war er zusammen mit Rudolf W. Meyer, der Anfang 1989 starb, und Wolfgang Lefèvre Vorstand der Internationalen Hegel-Gesellschaft. Von 1982 bis 1995 war er Mitglied der Herausgeber-Kommission der Kritischen Gesamtausgabe Schleiermachers. Seit 1989 war er im wissenschaftlichen Beirat der Gesellschaft für Interkulturelle Philosophie. Dabei trug er besondere Verantwortung für die afrikanische Philosophie. 1996 gründete er die Stiftung für interkulturelle Philosophie und Kunst, deren Vorsitzender er war. Im Rahmen der Stiftung finden zahlreiche Projekte statt, insbesondere die jährlichen Ausstellungen von Künstlern aus den Niederlanden und von der spanischen Insel La Palma von 1996 bis 2008. Ein weiteres herausragendes Ereignis war, dass vom August bis Oktober 2005 im Zuid Afrika Huis in Amsterdam und vom Oktober bis Dezember 2005 im Stadsmuseum in Zoetermeer Werke von acht Künstlern aus dem Venda-Gebiet in Südafrika ausgestellt wurden. Von 2001 bis 2010 arbeitete Kimmerle an der privaten Philosophie-Schule Filosofie Oost-West in Utrecht mit, wo er regelmäßig Vorlesungen über afrikanische Philosophie hielt.

### Werk
In der Dissertation von 1957 ist das Interesse an der Hermeneutik und ihrer Anwendung auf das Neue Testament dokumentiert. Der Forschungsauftrag über Blochs Philosophie der Hoffnung führte seit 1959 zu stärker sozialphilosophisch orientierten Fragen und methodisch zu einer Betonung der dialektischen Elemente in der Hermeneutik. In der Hegelforschung ergab sich aus den Arbeiten zur Chronologie der Jenaer Schriften eine neue Abfolge wichtiger Texte aus dieser Zeit. Auf dieser Grundlage wurde in der Habilitationsschrift von 1971 die Rekonstruktion und kritische Interpretation des Hegelschen Systems der Philosophie in den ersten Jenaer Jahren möglich. Es folgten Forschungen zu Hegel, Marx und zu der Geschichte der Dialektik. Durch eine Lektüre der Hegeldeutung Jacques Derridas kam es zu einer Hinwendung zu den Philosophien der Differenz, bei denen der Differenz der Geschlechter besondere Aufmerksamkeit geschenkt wurde. In einem weiteren Schritt thematisierte er die Differenz der Kulturen und gelangte so 1988 zur interkulturellen Philosophie. In diesem Rahmen widmete er sich besonders Dialogen mit afrikanischen Philosophen. Er besuchte Universitäten und suchte Kontakte mit Kollegen in den Ländern Tansania, Kenia, Ghana, Elfenbeinküste, Senegal, Mali und Südafrika. An der University of Venda in Südafrika half er 1997, eine Abteilung für Philosophie aufzubauen.

## Schriften
Als Herausgeber
- F.D.E. Schleiermacher, Hermeneutik. Heidelberg 1959, 2. Aufl. 1974 (Englische Übersetzung: Missoula, Mont. 1977; Französische Übersetzung: Paris 1987)
- (mit K. Düsing): G.W.F. Hegel, Gesammelte Werke. Band 6: Jenaer Systementwürfe I. Hamburg 1975
- Modelle der materialistischen Dialektik. Beiträge der Bochumer Dialektik-Arbeitsgemeinschaft. Den Haag 1978. (Reprint online)
- (R.W. Meyer und W. Lefèvre): Dialektik heute. Rotterdamer Arbeitspapiere. Bochum 1983.
- Hegel-Jahrbuch 1984/85 bis 1992, Bochum 1987 bis 1992
- (mit R.A. Mall): Studien zur interkulturellen Philosophie. Bände 1–17, Amsterdam/Atlanta, GA 1993 bis 2006
- Poesie und Philosophie in einer tragischen Kultur. Texte eines Hölderlin-Symposiums am 8. September 1993 im Goethe-Institut Rotterdam mit einem Bildteil, Würzburg 1995
- Das Multiversum der Kulturen. Beiträge zu einer Vorlesung in Fach ‚Interkulturelle Philosophie‘ an der Erasmus-Universität Rotterdam, Amsterdam/Atlanta, GA 1996.
- (mit H. Oosterling): Sensus communis in Multi- and Intercultural Perspective. On the Posiibility of Common Judgments in Arts and Politics. Würzburg 2000.
- Tijd en taal, Wijsgerig perspectief. 44, 4, Amsterdam 2004.
- Die Eigenbedeutung der Jenaer Systemkonzeptionen Hegels. Gemeinsame Tagung der Internationalen Hegel-Gesellschaft und der Internationalen Hegel-Vereinigung, 10.–12. April 2003. Erasmus-Universität Rotterdam, Berlin 2004
- (mit A. van den Braembussche und N. Note): Intercultural Aesthetics. A Worldview Perspective. Dordrecht u. a. 2009

Monografien
- Die Hermeneutik Schleiermachers im Zusammenhang seines spekulativen Denkens. Heidelberg 1957 DNB 480690111 (Dissertation Universität Heidelberg, Philosophische Fakultät, 10. September 1957, 123 Seiten).
- Die Zukunftsbedeutung der Hoffnung. Auseinandersetzung mit dem Ernst Blochs „Prinzip Hoffnung“ aus philosophischer und theologischer Sicht. Bonn 1966, 2. Auflage 1974.
- Das Problem der Abgeschlossenheit des Denkens. Hegels ‚System der Philosophie‘ in den Jahren 1800 bis 1804. Bonn 1970; 2. Auflage 1982, ISBN 3-416-01670-X.
- Die Bedeutung der Geisteswissenschaften für die Gesellschaft. Stuttgart u. a. 1971.
- Die Gottesfrage im konkreten Theorie-Praxis-Zusammenhang. Bonn 1975, ISBN 3-416-01062-0.
- Dialektiek als kritiek op de wetenschappen. Leiden 1977, ISBN 90-207-0751-5.
- Philosophie der Geisteswissenschaften als Kritik ihrer Methoden. Den Haag 1978, ISBN 90-247-2111-3.
- Entwurf einer Philosophie des Wir. Schule des alternativen Denkens. Bochum 1985, ISBN 3-88663-108-7.
- Versuche anfänglichen Denkens. Mit Bildbeigaben von Fritz Vahle, Bochum 1985, ISBN 3-88663-115-X.
- Wege und Raum. Mit einem Bildteil von F. Kimmerle, Amsterdam 1987, ISBN 90-71466-11-6.
- Derrida zur Einführung. Hamburg 1988, 7. Auflage 2008, ISBN 978-3-88506-652-1 (Übersetzung ins Koreanische, Seoul 1996).
- Philosophie in Afrika – afrikanische Philosophie. Annäherungen an einen interkulturellen Philosophiebegriff. Frankfurt am Main 1991, ISBN 3-593-34422-X (Übersetzung ins Türkische, Istanbul 1995).
- De dood is (geen) einde. Over het dubbele gezicht van het einde in intercultureel perspectief. Rotterdamse Filosofische Studies, XV, 1992, ISBN 90-70116-61-8.
- Die Dimension des Interkulturellen. Philosophie in Afrika – afrikanische Philosophie. Zweiter Teil: Supplemente und Verallgemeinerungsschritte. Amsterdam / Atlanta, GA 1994, ISBN 90-5183-694-5.
- Mazungumzo. Dialogen tussen Afrikaanse en Westerse filosofieën. Amsterdam / Meppel 1995, ISBN 90-5352-114-3.
- Philosophien der Differenz. Eine Einführung. Würzburg 2000, ISBN 3-8260-2000-6.
- Interkulturelle Philosophie zur Einführung. Hamburg 2002, ISBN 3-88506-366-2.
- Afrikanische Philosophie im Kontext der Weltphilosophie. (= IKB Band 60), Verlag Traugott Bautz, Nordhausen 2005, ISBN 3-88309-223-1.
- Georg Wilhelm Friedrich Hegel interkulturell gelesen. (= IKB Band 54), Verlag Traugott Bautz, Nordhausen 2005, ISBN 978-3-88309-222-5.
- Jacques Derrida interkulturell gelesen. (= IKB Band 18), Verlag Traugott Bautz, Nordhausen 2005, ISBN 978-3-88309-178-5.
- Rückkehr ins Eigene. Die interkulturelle Dimension in der Philosophie. (= IKB Band 6), Verlag Traugott Bautz, Nordhausen 2006, ISBN 978-3-88309-169-3.
- Das Eigene – anders gesehen. Ergebnisse interkultureller Erfahrungen. (= IKB Band 48), Verlag Traugott Bautz, Nordhausen 2007, ISBN 978-3-88309-193-8.
- Spiegelungen westlichen und afrikanischen Denkens. (= IKB Band 58), Verlag Traugott Bautz, Nordhausen 2008, ISBN 978-3-88309-229-4.
- Der Philosophiebegriff der interkulturellen Philosophie. (= IKB Band 66), Verlag Traugott Bautz, Nordhausen 2009, ISBN 978-3-88309-240-9.
- Was Farbe bewirken kann (= IKB Band 35), Verlag Traugott Bautz, Nordhausen 2009, ISBN 978-3-88309-206-5.
- Philosophie – Geschichte – Philosophiegeschichte. Ein Weg von Hegel zur interkulturellen Philosophie. (= IKB Band 132), Verlag Traugott Bautz, Nordhausen 2009, ISBN 978-3-88309-529-5.
- Vernunft und Glaube im Gleichgewicht. Ein philosophischer Lebensweg. Freiburg im Breisgau 2010, ISBN 978-3-495-48444-9.
- mit Antoni Folkers: Heer Bommel in Afrika. Religie en geloof in Marten Toonders universum en in het Afrikaanse animisme. Antwerpen 2013, ISBN 978-90-441-2997-7.